# Wolfgang Renneberg
Wolfgang Renneberg ist ein deutscher Hochschullehrer, Physiker und Volljurist. Er leitet  das von ihm gegründete Büro für Atomsicherheit. Von 1998 bis 2009 war Renneberg als Ministerialdirektor der Leiter der Abteilung Reaktorsicherheit, Strahlenschutz und Entsorgung des Bundesumweltministeriums. Zuvor war er Sprecher des Hamburger Amtes für Umweltschutz. Außerdem war er zeitweise als Professor am Institut für Sicherheits- und Risikowissenschaften an der Universität für Bodenkultur Wien tätig. Renneberg gilt als einer der angesehensten Experten für Reaktorsicherheit.

## Wirken
Renneberg hatte als Abteilungsleiter für Reaktorsicherheit im Bundesumweltministerium bereits im Jahr 2000 gemeinsam mit Rainer Baake den Atomausstieg geplant. Unter anderem war er 2002 Gastgeber einer internationalen Fachtagung zur Stilllegung von Atomanlagen. Nachdem jedoch nach der Bundestagswahl 2009 Norbert Röttgen Umweltminister wurde und die Laufzeitverlängerung deutscher Atomkraftwerke geplant wurde, wurde Renneberg aus seinem Amt entlassen.
Seitdem trat Renneberg wiederholt als Experte für Sicherheitsfragen von Atomkraftwerken in Erscheinung und wurde unter anderem von verschiedenen atomkritischen Organisationen als Gutachter angefordert.
In einer von ihm im Auftrag von Greenpeace durchgeführten und 2011 veröffentlichten Studie wurden erhöhte Risiken durch den Lastfolgebetrieb von Kernkraftwerken (Anpassung der Leistung, um Schwankungen im Stromnetz bei größer werdenden Anteilen des Wind- und Solarstroms auszugleichen) analysiert. Der Lastfolgebetrieb bedeute „für die Kernkraftwerke einen „Dauerstress“, der zu erhöhten Lasten und Anforderungen in praktisch allen sicherheitstechnischen wesentlichen Bereichen der Anlage“ führe.
Im Auftrag der Grünen-Fraktion im Europaparlament führte das Büro für Atomsicherheit unter Leitung von Renneberg eine Studie zur Überprüfung der Stresstestkriterien für Atomkraftwerke durch. Fazit der Studie war, dass der Stresstest weitgehend auf Angaben der Betreiber der Atomkraftwerke beruhe, nur einen kleinen Ausschnitt der Sicherheitsfragen behandele, und daher „auf Grund seines Konzepts und seiner Methodik keine Aussage über die Sicherheit der Kernkraftwerke hervorbringen“ könne.
Renneberg war einer der Sachverständigen, die am 10. Juni 2013 zum Standortauswahlgesetz Stellung nahmen, das am 26. Juli 2013 in Kraft trat. Er forderte unter anderem eine stärkere Gewichtung von Wissenschaft und Umweltverbänden bei der Besetzung der Kommission, sowie das explizite Verbot des Exports radioaktiver Abfälle ins Ausland.
Der Verein FORUM – Gemeinsam gegen das Zwischenlager und für eine verantwortbare Energiepolitik e. V. beauftragte Renneberg mit einer Studie zur Frage der beantragten Leistungserhöhung im Kernkraftwerk Gundremmingen. In der Mitte November 2013 veröffentlichten Studie kamen Renneberg und sein Koautor Dieter Majer zu dem Schluss, dass die Anlage „in sicherheitstechnisch entscheidenden Bereichen nicht den Anforderungen des Standes von Wissenschaft und Technik“ entspreche. Demnach sei „eine Genehmigung der Leistungserhöhung weder technisch zu rechtfertigen noch nach dem Atomgesetz rechtlich zulässig“. Nachdem auch die bayerische Landesregierung die Leistungserhöhung als problematisch ansah, zogen die Betreiber des Kernkraftwerks Gundremmingen ihren Antrag auf Leistungserhöhung Mitte Dezember 2013 zurück. FORUM-Sprecher Raimund Kamm führte diese Entwicklung auf Rennebergs Studie zurück.

## Schriften
- Rudolf Steinberg, Ulrich Mutschler, Wolfgang Renneberg: Die Zukunft der Kernenergie. Forschungsstelle Umweltrecht, Universität Hamburg, 1991.
- Wolfgang Renneberg: Periodische Sicherheitsüberprüfung und der Grundsatz der Verhältnismäßigkeit bei der Nachrüstung von Kernkraftwerken. In: Rudolf Steinberg: Reform des Atomrechts. Nomos, Baden-Baden 1994, ISBN 3-7890-3270-0.
- Wolfgang Renneberg: Die europäische Regulierung des Atomsektors aus der Sicht des Bundesumweltministeriums. In: Hans-Joachim Koch, Alexander Roßnagel: 12. Deutsches Atomrechtssymposium, Köln, 7.–8. Oktober 2003. Nomos-Verlagsgesellschaft, 2004.
- Wolfgang Renneberg: Nuclear supervision administration by the Federal States on behalf of the Federal Government or Direct Federal Administration for Optimum Achievement. In: International Journal for Nuclear Power. 50(1), 2005, S. 15 ff.
- Wolfgang Renneberg: Risiken alter Kernkraftwerke. Studie im Auftrag der Bundestagsfraktion von Bündnis 90/Die Grünen. Bonn 2010.
- Wolfgang Renneberg: Laufzeitverlängerung und nukleare Sicherheit – zum rechtlichen und technischen Zusammenhang von 11. und 12. AtG Novelle. In: Zeitschrift für neues Energierecht. 15(2), 2011, S. 106–113.
- N. Müllner, W. Liebert, W. Kromp, S. Sholly, G. Kastchiev, K. Gufler, N. Arnold, W. Renneberg: Die zukünftige Rolle der Kernenergie in Europa; Häufig gestellte Fragen (FAQ). (= Lebensministerium. 32). Wien, 13. Juni 2013. (bmnt.gv.at)
- Wolfgang Renneberg, Dieter Majer: Risiken des Betriebs des Kernkraftwerks Gundremmingen unter besonderer Berücksichtigung der beantragten Leistungserhöhung. Institut für Sicherheits- und Risikowissenschaften, Universität für Bodenkultur, Wien, 12. November 2013. Abgerufen am 29. November 2013.